# Amatersko prvenstvo Francije 1952
Amatersko prvenstvo Francije 1952 v tenisu.

## Moški posamično
Jaroslav Drobný :  Frank Sedgman 6-2, 6-0, 3-6, 6-4

## Ženske posamično
Doris Hart :  Shirley Fry 6-4, 6-4

## Moške dvojice
Ken McGregor /  Frank Sedgman :  Gardnar Mulloy /  Dick Savitt  6–3, 6–4, 6–4

## Ženske dvojice
Doris Hart /  Shirley Fry :  Hazel Redick-Smith /  Julia Wipplinger 7–5, 6–1

## Mešane dvojice
Doris Hart /  Frank Sedgman :  Shirley Fry /  Eric Sturgess  6–8, 6–3, 6–3